# Tualatin
Tualatin är en ort i Clackamas County och Washington County i delstaten Oregon, USA.